# 田中拓人
田中 拓人（たなか たくと、1974年9月7日 - ）は、日本の作曲家、編曲家、音楽プロデューサー、ピアニスト。北海道札幌市手稲区出身。

## 来歴
札幌北高校、筑波大学人間学類心理学専攻卒業。幼少時からヤマハ音楽教室にてピアノと作曲を学び「ジュニアオリジナルコンサート（JOC）」を通じ国内外で活躍。その後、ピアノを中山ヒサ子、ソルフェージュと和声を手島由芙子に師事。第11回ピティナ・ピアノコンペティションD級全国大会銀賞、ANA賞受賞他。
大学卒業後、三枝成彰のプロジェクトへの参加を経て、映画・ドラマ・CM音楽を中心に活動を開始。アーティストへの編曲提供、楽曲プロデュースや、舞台・ミュージカル・イベント音楽等も手がける。
また、ピアニストとしては、ヴァイオリニストのヴァスコ・ヴァッシレフと2012年からアルバム制作やコンサート活動を開始。外国人記者クラブでの演奏や「めざましクラシックス」ゲスト出演他テレビ・ラジオで共演し、日本各地でのコンサートを続けている。
『そこのみにて光輝く』(14/呉美保監督)は、第38回モントリオール世界映画祭最優秀監督賞、第88回キネマ旬報日本映画ベスト・テン1位、第36回ヨコハマ映画祭ベスト10第１位等、国内外の映画賞を合わせ40冠以上となった。また『きみはいい子』(15/呉美保監督)は、第37回モスクワ国際映画祭で最優秀アジア映画賞を受賞した。この2作品のメインテーマには、ヴァスコ・ヴァッシレフが参加している。

## 主な作品

### 映画
- 午前六時のゴムボート（2001/原正之監督）
- フィッシュストーリー（2009/中村義洋監督） ※劇中バンド演奏曲の作曲、編曲、演奏指導
- 真夏の世の夢（2009/中江裕司監督）※劇中曲提供
- オカンの嫁入り（2010/呉美保監督）
- WAYA! 宇宙一のおせっかい大作戦（2011/古波津陽監督）
- たしかな あしぶみ～なかむらはるじ～（2012/中江裕司監督）
- めでたいヤツららら（2012/呉美保監督）※豊岡市PR短編映画
- そこのみにて光輝く（2014/呉美保監督）
- 太陽の坐る場所（2014/矢崎仁司監督）
- きみはいい子（2015/呉美保監督）
- ××× KISS KISS KISS（2015/矢崎仁司監督）
- 無伴奏（2016/矢崎仁司監督）
- オーバー・フェンス（2016/山下敦弘監督)
- 種まく旅人　夢のつぎ木（2016/佐々部清監督）
- STAR SAND -星砂物語-（2017/ロジャー・パルバース監督）
- 幼な子われらに生まれ（2017/三島有紀子監督）
- 盆唄（2019/中江裕司監督）
- 歩けない僕らは（2019/佐藤快磨監督）
- Red（2020/三島有紀子監督）
- 大コメ騒動（2021（予定）/本木克英監督）

### ドラマ
- 活動寫眞の女（1999 / NHK）※共作(三枝成彰プロジェクト)
- 坊さんが、ゆく～愛縁　機縁～（1999 / NHK BS2）※共作(三枝成彰プロジェクト)
- アルバイト探偵（アイ）100万人の標的（2005 / WOWOW）※溝渕大智と共作
- その時までサヨナラ（2010 / WOWOW）
- 新選組血風録(2011 / NHK BS)
- カフェ・スカンジナビア（2011）※WEB限定
- ビターシュガー(2011 / NHK)
- 半径5メートル(2021 / NHK)

### CM/PR
エレクトロラックス、大林組、ソニー、東京ガス、日本テトラパック、野村グループ、放送大学、ミキプルーン

### 舞台／その他
劇団 地点
- 「三人姉妹」（ソウルフリンジフェスティバル招待作品、2003）※作曲、音響
- 「名前／眠れ よい子よ／ある夏の一日　ノルウェー現代戯曲ヨン・フォッセ上演シリーズ」（2004）※作曲、音響
- 「雌鶏の中のナイフ」（2005）※作曲、音響

六本木男声合唱団倶楽部
- ミュージカル「ウェスト・サイズ・ストーリー」（2015）※オープニング曲他

Spooky graphic
- 「ベビスマ」（SMAP×SMAP ジングル用音源）
- 「Pooky’s」（オリジナルアニメーション）

## 提供作品
ALBNOTE
- IN A PERFECT WORLD feat. ANGELA JOHNSON（ストリングスアレンジ）

池端信宏
- 愛と勇気を～長岡大花火大会天地人花火テーマ曲～（編曲）
- Beginning of the World（編曲）
- Beautiful Legend（編曲）
- メビウス（編曲）
- KIZUNA（編曲）
- ふたたび～蔵の街～（編曲）

いっとくブラザース
- ゆみこ（作曲、編曲）

Vasko Vassilev
- The Great Wall（作曲、編曲）※BS朝日「日中国交正常化40年記念番組 龍の背中を歩く！万里の長城2万キロの謎に迫る」テーマ曲

autumn leave's
- Searching For（ストリングスアレンジ）
- Don't You（ストリングスアレンジ）
- This Melody（ストリングスアレンジ）
- Wanna Be The One（ストリングスアレンジ）

COLDFEET
- In the Middle of the Night（ストリングスアレンジ）

逆鱗
- 何も無い（作曲、編曲）
- 何も無い(プロデューサーアレンジver.) （作曲、編曲）

the chord + shizuka
- Ave Maria（編曲）
- A Daily Prayer（編曲）
- Standing On The Promises（編曲）

JABBERLOOP
- More SQ : FINAL FANTASY V メインテーマ（ストリングスアレンジ）

Blu-Swing
- 太陽のベール FEAT.VASKO VASSILEV & PAMELA NICHOLSON（ストリングスアレンジ）
- 蜃気楼 FEAT.VASKO VASSILEV & PAMELA NICHOLSON（ストリングスアレンジ）
- AMAIUTA（ストリングスアレンジ）
- ARE YOU STILL MINE（ストリングスアレンジ）
- SPEC feat. VASKO VASSILEV & TAKUTO TANAKA（ストリングスアレンジ）

八代亜紀
- アンフォゲッタブル（編曲、ピアノ）

YOSHIKA(from SOULHEAD)
- OPENING -MY ANTHEM-（編曲）
- MAMA USED TO SAY（編曲）
- RIGHT HERE -HUMAN NATURE REMIX-（編曲）

渡邊奈央
- アルバム「うさぎとかめ,,,と渡邊奈央」（全曲編曲、プロデュース、ピアノ）
- アルバム「It is」（全曲編曲、プロデュース）

## CD、ダウンロード等
- 「オカンの嫁入り」オリジナル・サウンド・トラック
- NHK BS時代劇「新選組血風録」オリジナルサウンドトラック
- 田中拓人サウンドトラック NHKよる☆ドラ「ビターシュガー」より（iTunes、携帯サイト等のダウンロードのみ）
- VASKO VASSILEV & TAKUTO TANAKA「ビューティフル・ソングス」
- 「そこのみにて光輝く」オリジナル・サウンド・トラック
- 「きみはいい子」オリジナル・サウンド・トラック
- 「オーバー・フェンス」オリジナル・サウンド・トラック